# Prowizje oksfordzkie
Prowizje oksfordzkie, reformy ustrojowe w Anglii osłabiające władzę królewską wymuszone na Henryku III w 1258 r. przez angielskich możnowładców pod przywództwem Szymona z Montfort. Prowizje oksfordzkie przez niektórych historyków nazywane są pierwszą konstytucją angielską.

## Geneza
Plantageneci uwikłani ciągle w obronę ogromnych rodowych posiadłości na kontynencie, szczególnie we Francji, obciążali Anglię kosztami swych wojen. Jednocześnie otaczali się "obcymi" (dla Anglików), pochodzącymi z Francji, doradcami, przekazując im władzę w częstych okresach nieobecności w królestwie. Henryk III przez całe panowanie (1216–1272) borykał się z buntami angielskich baronów, chcących uzyskać wpływ na władzę w Anglii i domagających się usunięcia obcych. Sytuacja władcy stała się szczególnie trudna, gdy papież Aleksander IV zażądał od Henryka wywiązania się z porozumienia zawartego z papieżem Innocentym IV, w którym król zobowiązał się do znacznej pomocy finansowej papieżowi w jego walce we Włoszech z Hohenstaufami w zamian za obietnicę korony sycylijskiej dla syna Henryka, Edmunda. Papież zagroził królowi ekskomuniką. Angielscy baronowie na zjeździe zwołanym wiosną 1258 r., zwanym wściekłym parlamentem, zasypali Henryka III pretensjami co do sposobu rządzenia i postulatami zmian. Ostatecznie jednak zgodzili się na specjalne podatki w zamian za powołanie komisji, która miała przygotować program reform. W jej skład weszły 24 osoby, z których połowę wybrał król, a drugą różne ugrupowania baronów. Przygotowane przez komisję propozycje (prowizje) król zatwierdził, a baronowie zaprzysięgli 10 czerwca w Oksfordzie.

## Postanowienia
Prowizje oksfordzkie nie zawierały ostatecznych postanowień, ale tworzyły mający obowiązywać 12 lat system, który miał zapewnić warunki do przeprowadzenia uzgodnionych w tym czasie reform. Opozycja antykrólewska była wewnętrznie skonfliktowana i nie potrafiła przyjąć jednolitego programu, dlatego ustalono przejściowy charakter prowizji. Symbolicznym wyrazem złożoności sytuacji w obozie baronów było przywództwo Szymona z Montfort, Francuza, szwagra króla i przez wiele lat jego ulubieńca, znienawidzonego w przeszłości przez "wyspiarskich" baronów.
System wprowadzony przez prowizje znacznie ograniczał władzę królewską. Władca miał współrządzić z 15-osobową Tajną Radą (Privy Council) wybieraną przez baronów, która w okresie nieobecności króla (w związku z rozległością posiadłości Plantagenetów w Europie było to częste) stawała się faktycznie najwyższym organem władzy. Wszyscy urzędnicy królestwa mieli składać przysięgę wierności nie tylko królowi, ale również Radzie. Specjalna 12-osobowa komisja miała nadzorować lokalną administrację i pobór podatków. Mianowanych dowolnie przez króla szeryfów mieli zastąpić rycerze mający ziemie w hrabstwach, którymi zarządzali. Ustalono regularne (3 razy w roku) odbywanie zgromadzenia składającego się z królewskiej Rady, dzierżawców królewskich, przedstawicieli rycerstwa i miast, zwoływanego dotąd sporadycznie przez królów od XI w., nazywanego coraz częściej parliamentum.
Potwierdzenie wprowadzenia w życie prowizji oksfordzkich zostało rozesłane do szeryfów w poszczególnych okręgach obok języka francuskiego i łaciny także po angielsku. Prawdopodobnie był to pierwszy ważny dokument, w przypadku którego tak uczyniono.